# Arizonas flag
Arizonas flag er vandret delt i to: øvre del består af tretten stråler i rødt og gult, conquistadorernes farver gennem de spanske flagfarver. Farverne symboliserer, at Arizona oprindeligt tilhørte Spaniens besiddelser i den nye verden. De tretten stråler symboliserer de oprindelige tretten amerikanske kolonier, samtidig med at det symboliserer Arizonas fabelagtige solnedgang i ørkenen. Den nedre halvdel af flaget har samme blåfarve som USA's flag. I midten af flaget er der placeret en kobber-farvet stjerne, der symboliserer Arizonas rige kobberforekomster og mineindustrien. 
Arizonas flag blev taget i brug 17. februar 1917, fem år efter at Arizona blev en amerikansk delstat. Det er designet af oberst Charles W. Harris i 1911, da et skyttehold fra Arizona skulle deltage i et stævne i Ohio.